# 綾戸智恵

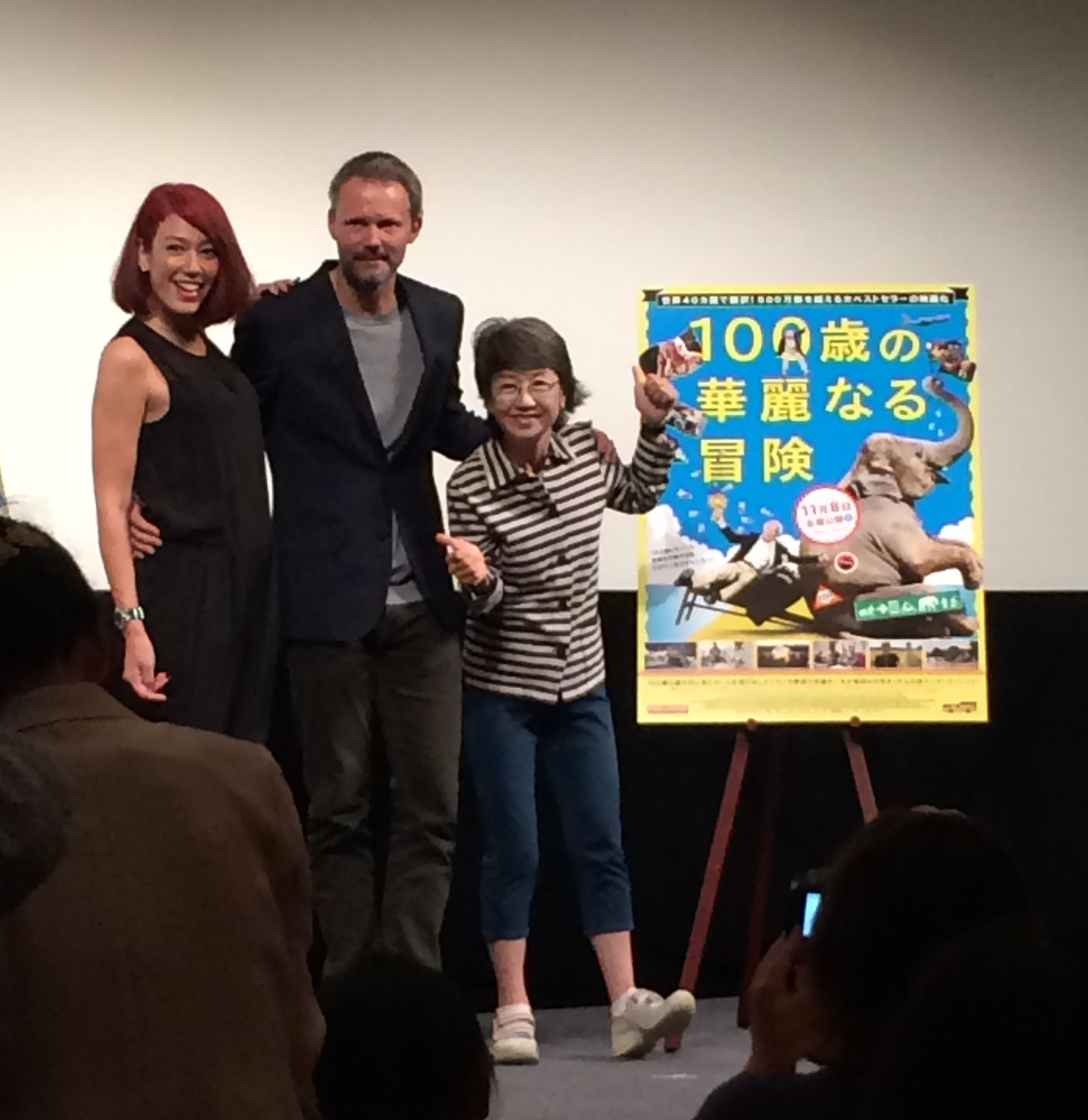
綾戸智恵

綾戸 智恵（あやど ちえ、1957年9月10日 - ）は、日本のジャズシンガー。本名同じ。2007年9月10日以前は綾戸 智絵という芸名で活動していた。大阪府大阪市阿倍野区出身。

## 来歴
大阪市立常盤小学校、文の里中学校、明浄学院高等学校を卒業。
幼少時から両親の影響でジャズとハリウッド映画に囲まれて育ち、小学生の頃からジャズへの造詣を深めた。
17歳の時に高校を休学して3ヶ月間単身で渡米するとアメリカの魅力にハマり、以後10数年間に渡り帰国と渡米を繰り返す。その後滞米先でアフリカ系アメリカ人の男性と結婚して一男を儲けるもほどなくして離婚し、息子と共に帰国（渡米の詳細は後述）。
1991年の帰国後は家族と暮らす神戸市に活動の拠点を置き、ジャズヴォーカリストとして大阪のジャズクラブで歌い始めるなど本格的に活動を開始。以後「横浜ジャズプロムナード」、「モントレージャズin能登」、「長野ジャズコレクション」など、国内各地でのジャズコンサートに多数出演した。ピアノ弾き語りのスタイルで知られ、ライブでは軽妙なトークも披露し、その後自主制作CDを3枚発表。
1998年6月21日、40歳にしてアルバム『For All We Know』で実質的にメジャー・デビューを飾り、ジャズファンを中心に多くの音楽ファンに衝撃を与えた。以来、年間100回以上のコンサートで歌い、毎年2枚単位でCDを発表している。その“関西のおばちゃん”らしい親しみやすいユーモラスなキャラクターや、小さな身体から弾けだすようなパワフルな歌声で人気を集めた。
1999年に弾き語りアルバム『LIFE』をリリースし、『テネシーワルツ』、『アメイジング・グレイス』のカバーが代表曲となった。また、同年初春にドキュメンタリー番組に出演したのを皮切りに、以後様々なテレビ番組に出演するようになった。同年からは、秋から冬にかけて行う全国ツアーが恒例となるが、チケット発売と同時に完売となる会場が続出し、“最もチケットが買えない歌手”の異名がついた。
2000年度の第51回芸術選奨文部科学大臣新人賞（大衆芸能部門）受賞。2001年化粧品会社の「AVON」が、その年に最も社会に貢献し、輝きを放った女性を選出する「AVON Awards To Woman」の「芸術賞」を受賞。
2003年12月に大阪城ホールと東京国際フォーラムにて、5周年記念特別コンサートを開催し、大成功を治めた。また、同年末の紅白歌合戦に初出場を果たして「テネシーワルツ」を歌唱し、大きな話題となった。
2004年には『わかば』にジャズシンガー・瞳しずか（木村福子役）でドラマ出演。
2006年頃までは音楽だけで食べていけるか不安だった。しかし、2007年にデビュー10周目を迎えてようやく「よし歌い続けよう」と意志を固めたことから、同年9月10日より芸名の「智絵」から本名の「智恵」に変えた。
2008年51歳の頃に、母親が脳梗塞で倒れて介護が必要となり、活動を一時休止して実母の介護に専念した。しかし、本人に思うところがあって2009年に芸能活動を再開させ、以後仕事をしながら介護生活を送った。
2010年3月19日、母親の介護疲れから精神安定剤を多量に服用して緊急入院。同年3月27日、大阪府岸和田市の浪切ホールで復帰コンサートを行い、「テネシー・ワルツ」他全17曲を歌った。『新参者』第5話にも出演した。同年6月12日には、子どもの頃からの憧れだった「原信夫とシャープス＆フラッツ」と東京国際フォーラム ホールAで再共演をする一度限りの“MY WAY”コンサートを行った。
2013年2月17日、アニメ『宇宙兄弟』で自身初の声優を務めた。
2014年に事務所、レコード会社から独立し、有限会社「まいど」を設立。
2017年にデビュー20周年を迎えた。以後もジャズを中心にゴスペル、ソウル、ロック、ポップスなど幅広いレパートリーを巧みに取り入れたステージで、多くのファンを魅了し続けている。

## 人物

### 子供時代
大阪市阿倍野区出身。母親は福岡県八女市出身で綾戸自身の本籍地も福岡県。母親は、食糧庁やGHQに勤務。プロテスタントのクリスチャンである。実父は旅回りの芸人だったが、綾戸が2歳のときに50代で亡くなっており、後年この事実を知るまで養父を父と思って育った。母親より30歳年上だった養父は、綾戸が中学生の頃に老衰で他界している。
両親（母親と養父）からは幼い頃から全く子ども扱いされず、大人と同じものを見聞きしたり同じものを食べさせてくれたという。また母親は独特な価値観を持っていたこともあり、両親から自由な教育方針でのびのびと育てられた。
ジャズや浄瑠璃など音楽好きな両親のもとで育ち、幼稚園はフランス系のミッションスクールに通った。3歳でクラシックピアノを始め、教会でゴスペルを歌い始めた。ただし、当時特に好きだった音楽は浄瑠璃で、子供の頃は義太夫をよく歌っていた。中学に入るとナイトクラブでピアノを弾くようになったが、当時は“ジャズシンガーになりたい”と思ったことは一度もなかったという。

### 渡米
子供の頃から洋画を見ていたことや、1970年の大阪万博により地元でアメリカ人を見る機会が増えたことで、中学生の頃からアメリカに憧れた。高校2年生の頃、教師に出席日数が足りてることを確認した上で、「アメリカに行くため休学したい」と直訴。許可をもらって休学し、アルバイトで貯めたお金で3ヶ月間渡米。少しでも飛行機代を安く済ませるため、行き先はロサンゼルスに決めた。
ロサンゼルスでは各地のジャズクラブに訪れ、色々なジャズを聴きまくり、帰国後もお金を貯めてはロサンゼルスに行くことを繰り返すようになる。以後ロサンゼルスでは、ライブハウスやプロテスタント教会でゴスペルを歌ったり、ピアノ演奏や歌唱などを展開した。20代前半頃までは、音楽を趣味程度に聴いたり歌ったりしていたため、「将来音楽で食べていこう」という意気込みもなかった。20代後半でニューヨークに長期滞在してゴスペル・クワイヤーのメンバーとして活動。ゴスペルの友達がどんどん増えたことで音楽人生が変わり、本格的にゴスペルやジャズに興味が傾いていく。

### がんとアメリカでの結婚生活
20代のとある渡米時に乳がんが発覚したが幸い早期発見で、がんの摘出手術を受けた。30歳の時に現地で出会ったアフリカ系アメリカ人と結婚し、33歳で長男を出産したが後にDVが原因で結婚生活1年半で離婚した。本人も人種や文化の違い、相性の悪さなどから、日本人女性と外国人男性との結婚の困難さや不自由さを語っている。
息子を連れて帰国から間もなく乳がんが再発し、2度目の摘出手術となった。以後しばらくは抗がん剤の副作用と闘いながら育児をこなし、乳がんを克服。

### デビュー時
シングルマザーとして家計を支えるため、英語教師や給食の調理員など様々な職を経験。その中の一つとしてバイト感覚でジャズシンガーとして働き始めた。40歳の時、とある野外イベントて歌った所をジャズ愛好家の内田修に見いだされ、遅咲きのデビューを果たす。
デビューしたとは言え、本人は「（歌手として）そんなに売れないだろう」と思っていたため、いつ仕事がなくなるか分からない不安を抱えながら活動していた。この頃はとにかく家族3人が食べていけることを第一に考えていたため、デビューからしばらくは歌手活動と並行して様々なバイトを掛け持ちした。徐々にライブが増えていったことで他の仕事を1つずつ減らし、その後ジャズシンガーの仕事だけで生活できるようになった。

### 母親の介護生活
2008年、51歳の頃に、脳梗塞で倒れた母親の介護のために休業を決意。これを理由として、同年2月10日・11日放送の『NHKスペシャル闘うリハビリ』にゲスト出演している。同年の10周年記念コンサートツアーを最後に活動を一時休止し、実母の介護に専念する。同年に母親が足を骨折したことで本人の想像を上回る介護の過酷な現状にぶち当たった。その後母と心中する衝動にかられるほど我を失っていたことに気付き、本来の自分を取り戻した上で母に接するべく2009年に活動を再開させた。
2010年3月19日に精神安定剤を規定量以上に接種したことで昏睡状態に陥り、緊急入院した。公式ブログ及び当時の所属事務所を通じて病床からコメントを寄せ、以前から飲んでいる薬の管理ミスが原因としてファンや関係各所などに向けて謝罪を述べた。間もなくして順調に回復したが、医師の判断により念のため1週間静養することになった。
2021年1月、母親を94歳で見送った。

## その他のエピソード

### 考え方
思考パターンについて、「私は、その都度置かれている状況の中でベストに生きようと思っているので、大義名分がないんです。何も決めないタイプ」と評している。
「病気は誰でもするもの」という考えを持つ。健康管理がストイックなことでも知られ、好きな酒を節制してまで鶏肉中心の食生活とハードな筋肉トレーニングに励んでおり、体脂肪率は9%。嫌いな食べ物はブリ大根。
自分の歌について「音程は悪いし、歌唱力はないし、リズム感は悪いし。楽典（音楽についての知識）に関してはX（バツ）なのよ。でも私の歌には“情”があるんじゃないかと思ってます」と自己評価している。

### その他
高校時代は、役者兼歌手のフランク・シナトラやジュディ・ガーランドが好きだった。先述の通り17歳で初めて渡米したが、当初の目的は「（前述2人の）少しでも近くに行ってみたい」というものだった
先述の通り子供の頃から映画好きなため知識が豊富で、2002年4月から2004年9月までフジテレビ・土曜LIVE ワッツ!?ニッポン内「映画はええがな!」のコーナーにも出演していた。豊富なボキャブラリーからテレビのコメンテーターとしても多数出演。好きな曲は、大好きな美輪明宏が丸山明宏時代に歌唱した「愛の讃歌」。「華」、「花」という言葉が好き。
清水ミチコのものまねのレパートリーの1人である。また、テレビに出始めて間もない頃、音楽に関係ないバラエティ番組に呼ばれ「私の役割は何なんだろう」と疑問に思うことがあった。そんな時清水からアドバイスをもらったことで勇気づけられ、以前なら合わないと感じた番組でも考え込むことはなくなったという。
淡路恵子とは2010年頃から電話友達となり、時々電話で話すようになった。ただし淡路と直接会う機会がないまま2014年に彼女が死去。淡路の息子で長男の島英津夫からお願いされたことから告別式で弔辞を読んだ。この日が淡路との“初対面”となり、綾戸は報道陣の前で「私の大好きな“お母さん”」と故人を偲んだ。
夏季には坊主にするらしく、ぐるぐるナインティナインの「ゴチになります」出演時、カツラを被っていたが外れてしまったために公言した。
アニメ『宇宙兄弟』で声優として演じた小町ミチコのキャラクターは、原作漫画の時点で綾戸をモデルにして作られた。
肉が嫌いである。理由は食べると眠くなるからである。

## 上記以外の出演

### ドラマ
- スペシャルドラマ 恋愛小説 月のしずく（2006年7月、TBS系）
- 新参者 第5話ゲスト（2010年5月、TBS系）- 藤原真知子 役
- コウノドリ（2015年10月 - 12月、TBS系）- 小野田景子 役
  - コウノドリ 第2シリーズ 第2・最終話（2017年10月20日・12月22日）

### アニメ
- 宇宙兄弟 （2013年2月17日 - 、日本テレビ系）- 小町ミチコ 役

### ラジオ
- OTOAJITO(J-WAVE)

### ネットその他
- 朝日新聞社「どらく」第189回ゲスト

### NHK紅白歌合戦出場歴
| 年度/放送回               | 回 | 曲目           | 出演順 | 対戦相手   |
| ------------------------- | -- | -------------- | ------ | ---------- |
| 2003年（平成15年）/第54回 | 初 | テネシーワルツ | 11/30  | 伊藤多喜雄 |

注意点
- 出演順は「出演順/出場者数」で表す。

## 映画
- 60歳のラブレター （2009年）※おおさかシネマフェスティバル（2010年）にて、助演女優賞を受賞。
- こんな夜更けにバナナかよ 愛しき実話（2018年） - 鹿野光枝 役
- ロストケア（2023年）[12]

## CM
- 日興アセットマネジメント
- ネスレ ブライト
- 味の素
- 昭和サラダ油
- SUNTORY 新・純生（山口智子と共演。）
- ユニ・チャーム ライフリー

## ディスコグラフィー

### アルバム

#### スタジオ・アルバム
| #    | 発売日         | タイトル             | 規格品番                  | 収録曲 | 最高順位 | 備考                                                 |
| ---- | -------------- | -------------------- | ------------------------- | --- | -------- | ---------------------------------------------------- |
| 1st  | 1998年6月21日  | For All We Know      | EWCD-5                    | 収録曲 1. アイ・オンリー・ハヴ・アイズ・フォー・ユー 2. 愛さずにはいられない 3. ゲス・フー・アイ・ソー・トゥデイ 4. ジャスト・ワン・オブ・ゾーズ・シングス 5. 明日に架ける橋 6. エンジェル・アイズ 7. ハレルヤ、アイ・ラヴ・ヒム・ソー 8. ワン・フォー・マイ・ベイビー 9. オレオ 10. イン・ア・メロウ・トーン 11. ホワット・アー・ユー・ドゥーイング・ザ・レスト・オブ・ユア・ライフ 12. アイ・ラヴ・ビーイング・ヒア・ウィズ・ユー 13. ウェン・サニー・ゲッツ・ブルー 14. フォー・オール・ウイ・ノウ 15. ヘリテッジ | —        |                                                      |
| 2nd  | 1998年10月21日 | Your Songs           | EWCD-6                    | 収録曲 1. ザ・グレート・シティ 2. ユア・ソング 3. ベイビー・ベイビー・オール・ザ・タイム 4. サニー 5. 虹の彼方に 6. この素晴らしき世界 7. ジス・キャント・ビー・ラヴ 8. マイ・フーリッシュ・ハート 9. セブン・ステップス・トゥ・ヘヴン 10. ホワット・カインド・オブ・フール・アム・アイ 11. キャント・バイ・ミー・ラヴ 12. ワンス・アポン・ア・サマータイム 13. マック・ザ・ナイフ 14. スターダスト | —        |                                                      |
| 3rd  | 1999年5月21日  | Life                 | EWCD-0011                 | 収録曲 1. ニューヨーク・ステイト・オブ・マインド 2. アメイジング・グレイス 3. バイ・バイ・ブラックバード 4. テネシー・ワルツ 5. ユーヴ・ガット・ア・フレンド 6. ラヴ・レターズ 7. ルート66 8. アイ・グッド・ハヴ・ダンスト・オール・ナイト 9. ミスター・ボージャングル 10. エヴリシング・マスト・チェンジ 11. フォー・ワンス・イン・マイ・ライフ 12. フィーヴァー 13. 夜空ノムコウ 14. レット・イット・ビー | 89位     |                                                      |
| 4th  | 1999年10月21日 | friends              | EWCD-14                   | 収録曲 1. カントリーロード 2. スピンニング・ホイール 3. ヒア・ゼア・アンド・エブリウェア 4. スーパースター 5. ザ・マン・アイ・ラブ 6. 見つめていたい 7. エイント・ノー・マウンテン・ハイ・イナフ 8. センチメンタル・ジャーニー 9. キャラバン 10. ラ・メール 11. ビッグシティ 12. ラウンド・ミッドナイト 13. 枯葉 14. コンドルは飛んでいく | 16位     |                                                      |
| 5th  | 2000年4月21日  | LOVE                 | EWCD-17                   | 収録曲 1. ブルー・スカイズ 2. ザ・ローズ 3. ムーン・リバー 4. ジ・エンド・オブ・ザ・ワールド 5. デイ・トリッパー 6. ヒズ・アイ・イズ・オン・ア・スパロウ 7. ワーク・ソング 8. 悲しみのジェット・プレーン 9. キャント・ヘルプ・フォーリン・イン・ラヴ 10. 恋はフェニックス 11. どんなときも 12. ジャスト・スクィーズ・ミー 13. マイ・ファニー・ヴァレンタイン 14. ダニー・ボーイ 15. L-O-V-E 16. ラヴ | 20位     |                                                      |
| 6th  | 2000年10月6日  | Everybody Everywhere | EWCD-23                   | 収録曲 1. エヴリバディ・エヴリウェア 2. アンチェインド・メロディ 3. ワシントン広場の夜は更けて 4. ワンダフル・トゥナイト 5. 二人でお茶を 6. プリーズ・センド・ミー・サムワン・トゥ・ラヴ 7. ラヴ・ミー・トゥナイト | 29位     |                                                      |
| 7th  | 2000年10月21日 | natural              | EWCD-25                   | 収録曲 1. ウーマン・オブ・アイルランド 2. ゲット・イントゥ・マイ・ライフ 3. セイル・アウェイ 4. いそしぎ 5. シェルブールの雨傘 6. ナチュラル・ウーマン 7. クライ・ミー・ア・リヴァー 8. エヴリバディ・エヴリウェア (ソロ・ヴァージョン) 9. 雨をみたかい 10. 想い出のグリーン・グラス 11. 愛は面影の中に 12. うわさの男 13. 追憶 14. ハニーサックル・ローズ 15. グリーン・フィールズ | 20位     |                                                      |
| 8th  | 2002年5月22日  | MY LIFE              | EWCD-0051:CD EWSA-51:SACD | 収録曲 1. サティスファクション 2. 人間の証明のテーマ 3. ゴッド・ブレス・アメリカ 4. イン・マイ・ライフ 5. 恋の片道切符 6. スロー・ダンサー 7. 慕情 8. イエスタデイ 9. ウーマン 10. 青春の光と影 11. スイングしなけりゃ意味ないね 12. サンシャイン 13. ニューヨーク・ステイト・オブ・マインド | 40位     |                                                      |
| 9th  | 2003年5月28日  | to you               | EWSA-0078:CD EWLP-78:LP   | 収録曲 1. ア ハウス オブ ゴールド 2. アイ ガット ア ネーム 3. イマジン 4. ゴッド ブレス ザ チャイルド 5. ウィズ ア リトル ヘルプ フロム マイ フレンズ 6. ウィズアウト ユー 7. オン アンド オン 8. 帰らざる河 9. ネバー マイ ラブ 10. フライ ミー トゥ ザ ムーン 11. ルシール 12. マイ ディア ライフ 13. 愛しのクレメンタイン 14. マイ ウェイ | 7位      |                                                      |
| 10th | 2003年11月5日  | Shine                | EWSA-0083                 | 収録曲 1. ウー・チャイルド 2. フィール・ライク・メイキン・ラブ 3. エイント・ノー・サンシャイン - リーン・オン・ミー 4. 青い影 5. イエロー・ムーン 6. 朝日のあたる家 7. グッバイ・ポーク・パイ・ハット 8. ドント・レット・ミー・ビー・ロンリー・トゥナイト 9. オール・ブルース 10. ユー・アー・ソー・ビューティフル | 24位     |                                                      |
| 11th | 2004年5月26日  | TIME                 | EWSA-0098                 | 収録曲 1. トラヴェリン・ライト 2. 縁は異なもの 3. ラヴァー・マン 4. ア・タイム・フォー・ラヴ 5. ジー・ベイビー・エイント・アイ・グッド・トゥ・ユー 6. フールズ・ラッシュ・イン 7. ソリテュード 8. 冷たくしないで 9. サムデイ・ウィル・ビー・トゥギャザー 10. 我が心のジョージア 11. 風に吹かれて | 64位     |                                                      |
| 12th | 2004年11月21日 | SEVEN                | EWSA-0101                 | 収録曲 1. ワイルドで行こう 2. 愛さずにはいられない 3. テネシー・ワルツ 4. ドゥ・イット・アゲイン 5. マイ・ディア・ライフ 6. 別れの朝 7. デスペラード 8. 聖者の行進 9. アイ・フォール・イン・ラヴ・トゥ・イージリー 10. トラブル・イン・マインド 11. 悲しみのアンジー | 105位    |                                                      |
| 13th | 2006年12月13日 | まいど               | MYDO-1                    | | —        | 自主制作盤                                           |
| 14th | 2007年10月24日 | Fifty                | EHSA-1001                 | →「 Fifty 」を参照 | 107位    |                                                      |
| 15th | 2009年9月10日  | GOOD LIFE            | EHSA-1004                 | 収録曲 1. When The World Turns Blue 2. Change The World 3. La Vie En Rose 4. Mas Que Nada 5. Don't Let Me Down 6. Precious Lord 7. Tears In Heaven 8. It's Impossible 9. You Don't Know Me 10. Old Folks 11. Nature Boy 12. And I Love You So 13. Ban Ban Ban 14. I'll Be Your Lover, Too 15. The Good Life | 223位    |                                                      |
| 16th | 2010年4月21日  | MY WAY               | EHSA-1005                 | 収録曲 1. Work Song 2. Just In Time 3. The Way You Make Me Feel 4. Massachusettes 5. Alright, Okay, You Win 6. For Once In My Life 7. Here, There And Everywhere 8. Lover, Come Back To Me! 9. I Can't Stop Loving You 10. Swanee 11. Tennessee Waltz 12. My Way 13. You Are My Sunshine | 158位    | 綾戸智恵 meets 原信夫とシャープス＆フラッツ          |
| 17th | 2010年7月14日  | ONLY YOU             | EWBS-0175                 | 収録曲 1. All Blues 2. Deed I Do 3. Here's That Rainy Day 4. Only You 5. Dindi 6. That's All 7. Tennessee Waltz 8. I Got It Bad And That Ain't Good 9. Stormy Monday 10. The End Of A Beautiful Friendship 11. His Eye Is On The Sparrow 12. So What 13. If I Had You 14. Stormy Monday(新録ソロ・ヴァーション) | 223位    | 綾戸智恵 meets ジュニア・マンス 自主制作盤リイシュー |
| 18th | 2011年8月3日   | Prayer               | EHSA-1008                 | →「 Prayer (綾戸智恵のアルバム) 」を参照 | 263位    |                                                      |
| 19th | 2012年6月21日  | Wonderful World      | EHCD-1009                 | 収録曲 1. キャント・バイ・ミー・ラヴ 2. 傷心の日々 3. キャラバン 4. クレイジー・ラヴ 5. アイム・ノット・イン・ラヴ 6. フィールズ・オブ・ゴールド 7. ゴッドファーザー〜愛のテーマ 8. 蜜の味 9. フィーリング・グッド 10. 太陽は燃えている 11. フリム・フラム・ソース 12. この素晴らしき世界 | —        |                                                      |
| 20th | 2013年4月17日  | Forever Young        | EHCD-1011                 | 収録曲 1. フォーエバー・ヤング 2. ミニー・ザ・ムーチャー 3. ビッグ・スペンダー 4. デルタ・レディー 5. 霧深き日 6. ザット・ラッキー・オールド・サン 7. スウェイ 8. シェナンドー 9. コットン・フィールズ 10. ザッツ・アモーレ 11. サイクルズ 12. フォー・ザ・ファースト・タイム 13. 雨のつぶやき 14. マイ・ウェイ 15. フォーエバー・ヤング 16. ワン・フォー・マイ・ベイビー【After Hours Track】 | —        |                                                      |
| 21st | 2014年7月23日  | Picture in a Frame   | MYDO-001                  | 収録曲 1. Rehab 2. Anything Goes 3. Lady Madonna 4. Hound Dog 5. Nearness of You 6. Moanin' 7. Our Love is Here to Stay 8. I’m Walkin’ 9. 小さな花 10. ビキニ姿のお嬢さん 11. Still got the Blues 12. 夢のカリフォルニア 13. I Only Have Eyes for You 14. Bye Bye Love 15. Picture in a Frame 16. Bye Bye Love（カラコラ） | —        |                                                      |

#### ベスト・アルバム
| #   | 発売日         | タイトル             | 規格品番  | 収録曲 | 最高順位 | 備考                                                  |
| --- | -------------- | -------------------- | --------- | --- | -------- | ----------------------------------------------------- |
| 1st | 2002年10月23日 | BEST                 | EWCD-0064 | 収録曲 1. 虹の彼方に 2. オレオ 3. テネシー・ワルツ 4. ルート66 5. 夜空ノムコウ 6. スピンニング・ホイール 7. 見つめていたい 8. ムーン・リバー 9. 哀しみのジェット・プレーン 10. エヴリバディ・エヴリウェア 11. ウーマン・オブ・アイルランド 12. ゲット・イントゥ・マイ・ライフ 13. スロー・ダンサー 14. ロー・ライダー 15. ゲット・バック 16. ユー・アー・ソー・ビューティフル                                                                                                  | 55位     |                                                       |
| 2nd | 2005年7月20日  | BEST II              | EWCD-0111 | 収録曲 1. New York State of Mind 2. Sunny 3. Feel like makin' love 4. どんなときも 5. In My Life 6. What a Difference a Day Made 7. I Can't Stop Loving You 8. The End Of The World 9. A Whiter Shade Of Pale 10. With A Little Help From My Friends 11. Imagine 12. Take Me Home, Country Roads 13. Mr. Bojangles 14. Let It Be 15. Blowin' In The Wind | 174位    |                                                       |
| 3rd | 2007年7月25日  | Ballads              | EWCD-0122 | 収録曲 1. アメイジング・グレイス 2. ア・ナチュラル・ウーマン 3. ユア・ソング 4. コンドルは飛んでいく 5. ア・タイム・フォー・ラヴ 6. エヴリシング・マスト・チェンジ 7. 追憶 8. ザ・ローズ 9. ラヴ 10. ワンダフル・トゥナイト 11. ザ・ファースト・タイム・エヴァー・アイ・ソウ・ユア・フェイス 12. マイ・ファニー・ヴァレンタイン 13. 帰らざる河 14. マイ・ウェイ 15. テネシー・ワルツ[日興アセットマネジメントCFヴァージョン]                                                   | 114位    |                                                       |
| 4th | 2009年9月2日   | Tea for Two          | EWCD-0165 | 収録曲 1. 我が心のジョージア 2. フィール・ライク・メイキン・ラヴ 3. 二人でお茶を 4. ワイルドで行こう 5. サニー 6. デスペラード 7. キャント・バイ・ミー・ラヴ 8. ゲット・イントゥ・マイ・ライフ 9. ミスター・ボージャングル 10. ヒア・ゼア・アンド・エヴリウェア 11. 真赤な太陽 12. スイングしなけりゃ意味ないね 13. モーニン | —        | 新星堂60周年を記念したアルバムで、初CD化音源を6曲収録 |
| 5th | 2013年3月6日   | Chain of Life 〜絆〜 | EHCD-1010 | 収録曲 1. 我が心のジョージア 2. フィーバー 3. ミスター・ボージャングル 4. ストーミー・マンデイ 5. スピニング・ホイール 6. トラブル・イン・マインド 7. グッバイ・ポーク・パイ・ハット 8. ゴット・ブレス・アメリカ 9. 愛さずにはいられない 10. ブルー・スカイズ 11. オレオ 12. キャラバン 13. ウィズ・ア・リトル・ヘルプ・フロム・マイ・フレンズ 14. ワンダフル・トゥナイト(素敵な夜) 15. ゲット・イントゥ・マイ・ライフ 16. カントリー・ロード 17. ザ・ウェイ・ウィ・アー(追憶) | —        |                                                       |

#### ライブ・アルバム
| #   | 発売日         | タイトル                                                                              | 規格品番  | 収録曲 | 最高順位 | 備考 |
| --- | -------------- | ------------------------------------------------------------------------------------- | --------- | --- | -------- | ---- |
| 1st | 2001年4月21日  | LIVE!                                                                                 | EWCD-0030 | 収録曲 ディスク1 1. オンリー・ユー 2. イン・ア・メロウ・トーン 3. 恋はフェニックス 4. テネシー・ワルツ 5. ギブ・ミー・ザ・シンプル・ライフ 6. エヴリバディ・エヴリウェア 7. ラヴ・レターズ 8. ルート66 9. ラヴ 10. 我が心のジョージア 11. 虹の彼方に ディスク2 1. アメイジング・グレース 2. ヒズ・アイ・イズ・オン・ザ・スパロウ 3. ユア・ソング〜フォー・オール・ウィー・ノウ 4. ザッツ・オール 5. セプテンバー・イン・ザ・レイン 6. ア・ソング・フォー・ユー 7. ワーク・ソング 8. ユー・アー・ソー・ビューティフル 9. ペーパームーン 10. 明日に架ける橋 11. 夜空ノムコウ 12. ハート・オブ・ゴールド | —        |      |
| 2nd | 2001年10月21日 | LIVE!*II 〜 meets 原信夫とシャープス＆フラッツ                                        | EWSA-0041 | 収録曲 1. Blue Flame 2. Stormy Monday 3. You´d Be So Nice To Come Home TO 4. Tennessee Waltz 5. Lover,Come Back To Me! 6. For Once In My Life 7. L-O-V-E 8. Sentimental Journey 9. I Love Being Here With You 10. Summer Time 11. Take the "A" Train 12. Blue Flame | —        |      |
| 3rd | 2002年12月28日 | LIVE!*III 綾戸智絵 meets 山下洋輔 (DVDオーディオのみ)                                 | EWDA-0060 | 収録曲 1. Tennessee Waltz 2. Strangers In The Night 3. Everybody Loves Somebody 4. Oleo 5. Stardust 6. Sweet Georgia 7. Route 66 8. Never On Sunday 9. Moanin’ 10. 港が見える丘 11. But Beautiful 12. Gee Baby, Ain’t I Good To You 13. I Love Being Here With You 14. It Don’t Mean A Thing 15. Imagine | —        |      |
| 4th | 2003年3月31日  | LIVE!*IV デビュー5周年記念特別コンサート 綾戸智恵 at 大阪城ホール (DVDオーディオのみ) | EWDA-73   | 収録曲 1. Amazing Grace 2. Tennessee Waltz 3. Sentimental Journey 4. Only You 5. Wonderful Tonight 6. Route 66 7. Proud Mary 8. Get Into My Life 9. Yozora No Mukou 10. Oh,Happy Day 11. I Love You 12. My Way | —        |      |
| 5th | 2008年6月25日  | LIVE! the BEST                                                                        | EWCD-0155 | 収録曲 1. Only You [TOKYO STB139 2000.12.12] 2. Tennessee Waltz [TOKYO STB139 2000.12.12] 3. Georgia On My Mind [TOKYO STB139 2000.12.12] 4. Your Song〜For All We Know [札幌コンサートホールKitara 大ホール 2000.12.16] 5. You Are So Beautiful [札幌コンサートホールKitara 大ホール 2000.12.16] 6. Stormy Monday [NHKホール 2001.7.22] 7. For Once In My Life [NHKホール 2001.7.22] 8. Oleo [すみだトリフォニーホール 2001.3.2] 9. It Don't Mean A Thing [東京国際フォーラム・ホールA 2002.12.25] 10. Get Into My Life [東京国際フォーラム・ホールA 2002.12.25] 11. New York State Of Mind [東京国際フォーラム・ホールA 2004.11.5] 12. 夜空ノムコウ [大阪城ホール 2002.12.15] 13. What A Wonderful World [東京国際フォーラム・ホールA 2007.9.16] 14. 愛の讃歌 [東京国際フォーラム・ホールA 2007.9.15] | 202位    |      |
| 6th | 2009年2月11日  | LIVE!*X デビュー10周年記念ツアー 2007-08 FINAL                                        | EHCD-1002 | 収録曲 ディスク1 1. Sweet Caroline 2. New York State Of Mind 3. Fly Me To The Moon 4. Route 66 5. Watermelon Man 6. Georgia On My Mind 7. Get Into My Life 8. Slow Dancer 9. The Green Leaves Of Summer 10. A Song For You 11. Bye Bye Blackbird 12. What A Wonderful World ディスク2 1. Tennessee Waltz 2. Always On My Mind 3. Comes Love 4. Don't Let Me Be Misunderstood 5. A Natural Woman 6. Sing Sing Sing 7. Summertime 8. 翼をください (I Want To Fly Again) 9. For Once In My Life 10. 夜空ノムコウ (YOZORA NO MUKOU) 11. Bridge Over Troubled Water | —        |      |
| 7th | 2010年12月24日 | CHIE AYADO meets JUNIOR MANCE TRIO                                                    | EHCD-1006 | 収録曲 1. Stormy Monday 2. I'm Walkin' 3. Gee Baby, Ain't I Good To You 4. Sunny 5. Summertime 6. Autumn Leaves 7. Route 66 8. It Don't Mean A Thing 9. Georgia On My Mind 10. Happy Birthday | —        |      |
| 8th | 2014年1月15日  | LIVE!15周年記念コンサート                                                             | EHCD-1012 | 収録曲 1. カントリー・ロード 2. ハレルヤ 3. ルート66 4. キャラバン 5. ワン・フォー・マイ・ベイビー 6. ゲット・イントゥ・マイ・ライフ 7. スウェイ 8. ミニー・ザ・ムーチャー 9. フォーエバー・ヤング 10. オー!ハッピー・デイ 11. マイ・ウェイ 12. テネシー・ワルツ 13. ザ・ロング・アンド・ワインディング・ロード | —        |      |

### 映像作品
| #   | 発売日         | タイトル                                       | 規格品番  | 収録曲 | 最高順位 | 備考                               |
| --- | -------------- | ---------------------------------------------- | --------- | --- | -------- | ---------------------------------- |
| 1st | 2001年6月21日  | LIVE!                                          | EWDV-30   | 収録曲 ディスク1 1. ONLY YOU 2. TENNESSEE WALTZ 3. GIVE ME THE SIMPLE LIFE 4. THE ROSE 5. ROUTE 66 6. DINAH 7. GEORGIA ON MY MIND 8. OVER THE RAINBOW 9. AMEN ディスク2 1. HEART OF GOLD 2. AMAZING GRACE 3. HIS EYE IS ON THE SPARROW 4. SEPTEMBER IN THE RAIN 5. WORK SONG 6. A SONG FOR YOU 7. GET INTO MY LIFE 8. YOU ARE SO BEAUTIFUL 9. MR.BOJANGLES 10. IT'S ONLY A PAPER MOON 11. YOZORA NO MUKOU | —        |                                    |
| 2nd | 2001年11月21日 | LIVE!*II 〜 meets 原信夫とシャープス＆フラッツ | EWDV-41   | 収録曲 1. Stormy Monday 2. You'd Be So Nice To Come Home TO 3. Tennessee Waltz 4. Lover,Come Back To Me! 5. For Once In My Life 6. L-O-V-E 7. Sentimental Journey 8. Here,There and Everywhere 9. Summer Time 10. I Love Being Here With You 11. Blue Flame 12. 真赤な太陽 | —        |                                    |
| 3rd | 2004年1月21日  | LIVE!*III 綾戸智絵 meets 山下洋輔              | EWDV-60   | 収録曲 1. Tennessee Waltz 2. Strangers In The Night 3. Everybody Loves Somebody 4. Oleo 5. Stardust 6. Sweet Georgia Brown 7. Route 66 8. Never On Sunday 9. Moanin' 10. 港が見える丘 11. But Beautiful 12. Gee Baby,Ain't I Good To You 13. I Love Being Here With You 14. It Don't Mean A Thing 15. Imagine | —        |                                    |
| 4th | 2003年7月28日  | LIVE!*V デビュー5周年記念特別コンサート        | EWDV-76   | 収録曲 1. OPENING 2. Tennessee Waltz 3. Sentimental Journey 4. Get Into My Life 5. Proud Mary (2002.12.15 大阪城ホール) 6. Moon River 7. Get Into My Life 8. Georgia On My Mind 9. Spinning Wheel 10. All Blues 11. It Don't Mean A Thing (2002.12.25 東京国際フォーラム ホールA) 12. Oh！Happy Day 13. I Love You 14. My Way (2002.12.15 大阪城ホール) | —        |                                    |
| 5th | 2005年4月27日  | LIVE!*SEVEN デビュー7周年記念特別コンサート    | EWDV-0099 | 収録曲 1. I Can't Stop Loving You 2. What A Difference A Day Made 3. Tennessee Waltz 4. Everybody Everywhere 5. Get Into My Life 6. Yesterday 7. New York State Of Mind 8. It Don't Mean A Thing 9. You Are So Beautiful 10. When The Saints Go Marching In | —        |                                    |
| 6th | 2009年2月11日  | LIVE!*X デビュー10周年記念ツアー 2007-08 FINAL | EHDV-1002 | 収録曲 1. Sweet Caroline 2. New York State Of Mind 3. Fly Me To The Moon 4. Route 66 5. Georgia On My Mind 6. Get Into My Life 7. Bye Bye Blackbird 8. What A Wonderful World 9. Tennessee Waltz 10. Don't Let Me Be Misunderstood 11. A Natural Woman 12. Sing Sing Sing 13. 翼をください 〜I Want To Fly Again〜 14. For Once In My Life 15. 夜空ノムコウ | —        |                                    |
| 7th | 2010年2月21日  | MY WAY                                         | EHDV-1007 | 収録曲 1. ブルー・フレイム 2. ストーミー・マンデイ 3. ジャスト・イン・タイム 4. ユード・ビー・ソー・ナイス・トゥ・カム・ホーム・トゥ 5. 恋人よ我に帰れ 6. テネシー・ワルツ 7. エヴリバディ・エヴリウェア 8. ラヴ 9. フォー・ワンス・イン・マイ・ライフ 10. アイ・キャント・ストップ・ラヴィング・ユー 11. オールライト・オーケー・ユー・ウィン 12. オン・ザ・サニー・サイド・オブ・ザ・ストリート 13. マサチューセッツ 14. スワニー 15. サマータイム 16. ブルー・フレイム 17. マイ・ウェイ 18. ユア・マイ・サンシャイン | —        | 共演：原信夫とシャープス＆フラッツ |

## 著書
- 綾戸智絵 『マイ・ライフ』 幻冬舎、2002年5月 / 幻冬舎文庫、2004年6月

## 関連書籍
- 『綾戸智絵ジャズレッスン 別冊課外授業ようこそ先輩』 KTC中央出版、2000年10月
- 『KAWADE夢ムック 綾戸智絵 ジャズを越境するエンターテイナー』 河出書房新社、2001年11月
- 綾戸倶楽部・編 『元気の本! 智絵語録 Messages 綾戸ワールドが炸裂する90のキーワード』 ピンポイント、2005年6月
- 綾戸倶楽部・編 『Letters 綾戸智絵への手紙』 ピンポイント、2005年6月
- 綾戸倶楽部・編 『Memories 綾戸智絵写真館』 ピンポイント、2005年6月
- 一志治夫 『綾戸智恵、介護を学ぶ』 講談社、2010年12月